# 崔瑶 (魏县侯)
崔瑶（678年—749年11月9日），字淑玉，贝州武城县（今河北省衡水市故城县）人，出自清河崔氏定着六房之一南祖崔氏崔溉支系。娶太平公主与武攸暨所生之女永和县主，在唐玄宗时与兄崔琳、崔珪，号称“三戟崔家”。

## 家世
曹魏时中尉崔琰第十一代孙。
- 祖父：崔义玄，唐高宗为蒲州刺史，赠益州都督，谥号贞。
- 父亲：崔神庆，赐爵魏县开国子，武后时期任户部侍郎、太常卿，依附张昌宗兄弟，中宗即位后，被流放钦州。后赠太子少傅。

## 生平官职
- 弱冠（20岁）时娶太平公主之女永和县主武氏，拜朝散大夫，授太子通事舍人。
- 转任殿中尚衣直长、左骁卫长史
- 升任尚衣奉御
- 迁任太子仆
- 705年，唐中宗即位，父崔神庆被贬流放钦州。崔瑶贬忠州别驾，不久改为资州别驾。
- 敬晖等五王被逐出朝堂，因张昌宗兄弟原因被贬职流放的官员全部得到赦免，崔瑶被任为宣州刺史。
- 母亲去世离职，孝期过后，转任兖府都督。
- 转任睦州刺史。
- 任右卫将军副守东京洛阳，通摄左厢诸卫。
- 迁任金吾将军，加云麾将军，封魏县开国侯。
- 拜光禄卿。
- 天宝八载九月二十五日（749年11月9日），卒于洛阳，年七十二。

## 夫人
夫人武氏，驸马都尉武攸暨与太平公主第二女，封永和县主，后封沛郡夫人。开元廿五年五月二日（737年6月4日）终於京兆万年之兴宁里第，年五十四。

## 子女
- 长子：崔，洛阳县丞、朝散大夫、著作郎。
- 次子：崔仪，左卫兵曹、河清县丞。
- 三子：崔侗，右清道仓曹。